# Dienis Pieriewozczikow
Dienis Eduardowicz Pieriewozczikow, ros. Денис Эдуардович Перевозчиков (ur. 2 lutego 1993 w Permie) – rosyjski hokeista.

## Kariera
- Bars Kazań (2010-2016)
  -  Nieftianik Almietjewsk (2013-2014)
- Sputnik Niżny Tagił (2016-2017)
- Iżstal Iżewsk (2017)
- Mołot-Prikamje Perm (2017-2018)
- HK Temyrtau (2018)
- Saryarka Karaganda (2018)
- Tsen Tou Jilin (2018-2019)
- Torpedo Ust-Kamienogorsk (2019-2020)
- Buran Woroneż (2020-2021)
- Cracovia (2021-2022)

Wychowanek klubu Mołot Perm w rodzinnym mieście. Od wieku juniorskiego rozwijał karierę w klubie z Kazania. Od 2010 w pięciu sezonach występował w Barsie Kazań w juniorskiej lidze MHL. W tym okresie w KHL Junior Draft edycji 2010 został wybrany przez Ak Bars Kazań. Był reprezentantem Rosji do lat 18 i do lat 19. W sezonie 2013/2014 występował w stowarzyszonym klubie Nieftianik Almietjewsk w seniorskich rozgrywkach WHL, od 2014 w Barsie Kazań także w WHL. Wiosną 2015 podpisał dwuletni kontrakt z Ak Barsem Kazań, aczkolwiek nie wystąpią w jego barwach w KHL. W maju 2016 podpisał kontrakt ze Sputnikiem Niżny Tagił. W maju 2017 przeszedł do Iżstali Iżewsk. Od listopada 2017 był bramkarzem macierzystego Mołota. Od sierpnia 2018 był zawodnikiem kazachskiego zespołu HK Temyrtau, gdzie rozpoczął sezony, a potem do połowy października 2018 był zawodnikiem kazachskiej Saryarki Karaganda występującej w lidze WHL. Następnie dokończył sezon w barwach chińskiej drużyny Tsen Tou Jilin także w WHL. W lipcu 2019 został bramkarzem Torpedo Ust-Kamienogorsk, również w WHL. W maju 2020 przeszedł do Buranu Woroneż, skąd został zwolniony pod koniec stycznia 2021. Na koniec tego miesiąca ogłoszono jego zaangażowanie w Cracovii w Polskiej Hokej Lidze. 16 marca 2021 na lodowisku Mołot w Permie podczas meczu w ramach Zjednoczonej Nocnej Hokejowej Ligi zmarł jego ojciec Eduard, trener dzieci. W maju 2021 bramkarz przedłużył kontrakt z Cracovią. Po sezonie 2021/2022 odszedł z klubu.

## Sukcesy
Klubowe
- Brązowy medal MHL: 2014 z Barsem Kazań
- Srebrny medal mistrzostw Polski: 2021 z Cracovią
- Puchar Polski: 2021 z Cracovią
- Puchar Kontynentalny: 2022 z Cracovią

Indywidualne
- MHL (2011/2012):
  - Mecz Gwiazd MHL
  - Pierwsze miejsce w klasyfikacji skuteczności interwencji w fazie play-off: 94,5%[14]
  - Trzecie miejsce w klasyfikacji średniej goli straconych na mecz w fazie play-off: 2,04[15]
- Wysszaja Chokkiejnaja Liga (2018/2019):
  - Ósme miejsce w klasyfikacji skuteczności interwencji w sezonie zasadniczym: 93,7%[16]
- Puchar Polski w hokeju na lodzie 2021:
  - Najlepszy zawodnik Cracovii w meczu finałowym[17]
- Puchar Kontynentalny 2021/2022#Superfinał[18]:
  - Pierwsze miejsce w klasyfikacji skuteczności interwencji: 98,65%
  - Pierwsze miejsce w klasyfikacji średniej goli straconych na mecz: 0,50
  - Pierwsze miejsce w klasyfikacji liczby meczów bez straty gola: 1